# Fútbol Club Barcelona (femenino)
El Fútbol Club Barcelona Femenino (en catalán: Futbol Club Barcelona Femení), conocido popularmente como Barça Femenino es la sección femenina de su entidad matriz, el Fútbol Club Barcelona, y tiene su sede en Barcelona, España. Fue establecido en 2001 —si bien sus orígenes datan a los años 1970—, cuando integró definitivamente al Club Femení Barcelona dentro de su estructura deportiva, hecho refrendado oficialmente el 26 de junio de 2002 tras la adquisición de sus derechos federativos. Disputa sus partidos como local en el Estadio Johan Cruyff, ubicado en la Ciudad Deportiva Joan Gamper en Sant Joan Despí.
Al igual que el equipo masculino, es identificado por sus colores azul y grana —del que recibe los apelativos de «azulgranas» y «blaugranas»—, y pertenece a uno de los cuatro clubes profesionales de fútbol del país cuya entidad jurídica no es la de sociedad anónima deportiva (S. A. D.), ya que su propiedad recae en sus socios. Otra salvedad comparte con el Athletic Club, el Real Madrid Club de Fútbol y el Madrid Club de Fútbol Femenino al no formar parte de la Asociación de Clubes de Fútbol Femenino (ACFF). A diferencia de los equipos masculinos, las secciones femeninas tuvieron distintos devenires para sus fundaciones, siendo el del conjunto catalán y el del Club Atlético de Madrid los que tuvieron un establecimiento más parecido, al hacerlo desde base, y no por medio de compra, si bien el equipo no fue integrado como parte del club hasta décadas después.
Es uno de los miembros fundadores de la máxima categoría de la Liga Profesional de Fútbol Femenino, la Primera División Femenina de España, instaurada en 1988. Participa ininterrumpidamente en ella desde la temporada 2008-09, y cabe destacar que es el líder histórico de la competición, el equipo con más temporadas y títulos, el de la máxima puntuación, y campeón con pleno de victorias en una sola edición.
Es una de las entidades de fútbol femenino más reconocidas y laureadas del mundo con cuarenta y un títulos; sumando tres europeos, veintiséis nacionales y doce regionales, que le sitúan como el club más laureado de España y el cuarto del mundo en palmarés internacional. Fue galardonado por la Federación Internacional de Historia y Estadística de Fútbol (IFFHS) como el sexto Mejor Club Femenino de la segunda década del siglo XXI. También fue el primero en ser condecorado con el Balón de Oro al club femenino del año por France Football en 2023.
Consecuente al título de la Liga de Campeones 2020-21, se convirtió en la primera entidad polideportiva española y europea en ganar la competición continental en las secciones masculina y femenina, logro que únicamente se había suscitado en América del Sur. Citando estadísticas históricas, ostenta dos récords mundiales, el de más victorias consecutivas en competición doméstica con sesenta y dos; y cuarenta y cinco consecutivas en todas las competiciones.

## Historia

### Antecedentes. Club Femení Barcelona

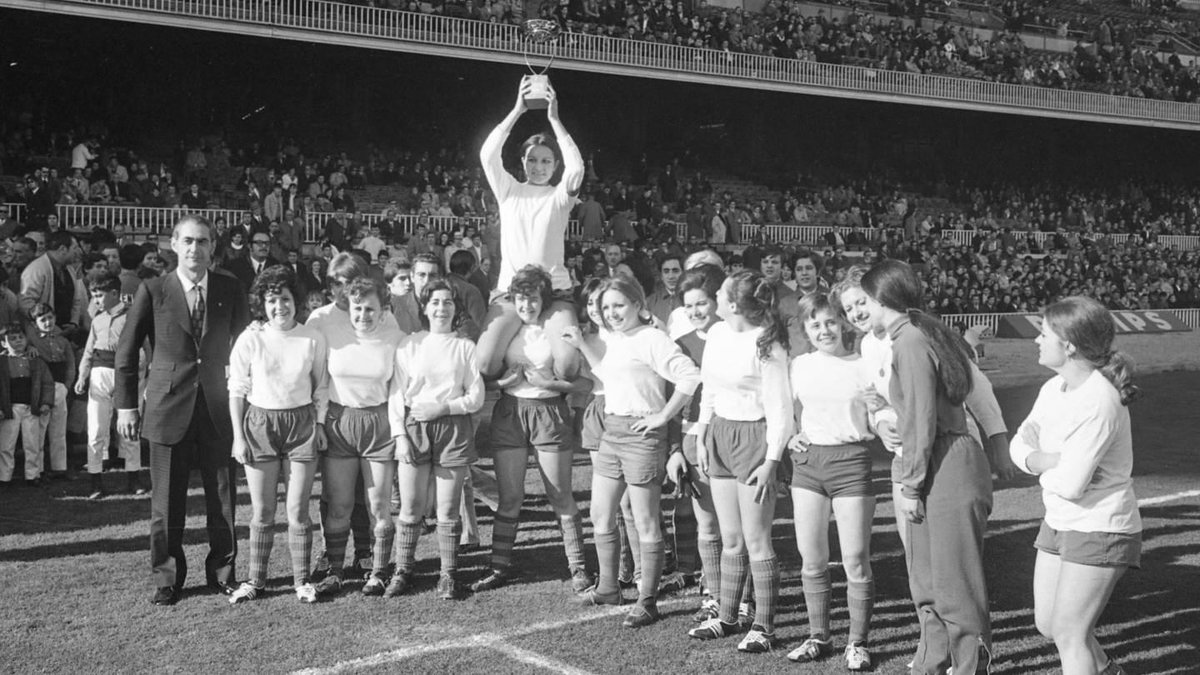
Primer partido de la historia del «Club Femení Barcelona», el 25 de diciembre de 1970.

Los antecedentes de la sección femenina estuvieron en el Club Femení Barcelona, establecido como Selección Ciudad de Barcelona, que disputó su primer partido el día de Navidad de 1970 con motivo de un festival benéfico y ante 60.000 espectadores. El encuentro enfrentó en el Camp Nou al equipo entrenado por Antoni Ramallets, contra la Unión Deportiva Centellas y la primera plantilla estuvo conformada por las jugadoras Maria Antònia Mínguez, Llera, Giménez, Pilar Gazulla, Lluïsa Vilaseca, Aurora Arnau, Anna Jaques, Maite Rodríguez, Immaculada Cabecerán, Núria Llansà, Alicia Estivill, Blanca Fernández, Lolita Ortiz, Consuelo Pérez, Carme Nieto, Fina Ros y Glòria Comas. Posteriormente participó en el primer campeonato oficioso de Cataluña de fútbol femenino, celebrado en la temporada 1971-72 bajo el nombre de Peña Femenina Barcelonista, y disputó la final de la Copa Pernod ante el R. C. D. Espanyol. En una todavía primitiva evolución, el fútbol femenino no fue reconocido oficialmente por la Federación hasta 1980. Era de hecho vilipendiado por los medios, llegando diversas crónicas de la época a afirmar que no era un deporte para mujeres:

“«El respetable» lo pasó en grande, pero no en función al juego exhibido, sino a los fallos presenciados y a la convicción de que las féminas pueden dedicar sus ratos de ocio a la práctica del balonmano, del baloncesto o del jockey sobre patines o hierba si quieren formar en la disciplina deportiva del club, porque, decididamente, eso del fútbol o balompié no se ha hecho para su sexo”.
Crónica del encuentro celebrado en Navidad. Barcelona

Durante los años 1980, renombrado como Club Femení Barcelona, llegó a un acuerdo de integración oficiosa con la entidad blaugrana mediante el cual utilizó los colores, distintivos e instalaciones del Fútbol Club Barcelona; para adoptar el escudo tardó unos años más. Fue el 29 de junio de 1985 la fecha en la que ganó su primera competición, la Copa Generalitat frente al Vallés Occidental. Si bien durante esos años no fue instituida como sección oficial, no fue hasta el año 2001 cuando se integró definitivamente en la estructura del club. Este Club Femení fue uno de los nueve clubes que fundaron la primera edición de la Liga Nacional de Fútbol Femenino en la temporada 1988-89. Durante aquellos años obtuvo sus mayores éxitos en la Copa de la Reina, de la que fue finalista en 1991 y campeón en 1994 ante el Oroquieta Villaverde, ya con el escudo del club. Con la reestructuración de las categorías femeninas en 1996, el equipo pasó a competir en uno de los cuatro grupos de Primera Nacional de Fútbol Femenino —entonces segunda categoría por detrás de la División de Honor Femenina—.
Con otra reestructuración, denominada la máxima categoría como Superliga, vio ya sí al club como sección oficial del F. C. Barcelona tras integrarse en la estructura del club en 2001, y hacerse a efecto oficialmente en 2002. Pese a ello, llevaba años ya asociado a la entidad catalana y tras la conversión, toda la estructura del Club Femení Barcelona, así como sus éxitos y palmarés quedaron de igual modo integrados.

### Instauración oficial del equipo femenino

#### De los comienzos grises a la élite
En 2001, ―la liga fue rebautizada como «Superliga Femenina»― debido a una restructuración. El club no fue aceptado en la primera división, por la imposibilidad de pagar la cuota de inscripción de 3 millones de pesetas, y por eso se instaló en ―la nueva segunda división, la «Primera Nacional de Fútbol Femenino»―, el nivel más bajo del fútbol nacional en ese momento. En el mismo año, el Fútbol Club Barcelona incorporó definitivamente el fútbol femenino como sección oficial con motivo de la reestructuración de las competiciones y la creación de la mencionada Superliga Femenina.
La oficialización del club fue aprobada el 2 de julio de 2002, durante la directiva de Joan Gaspart para la temporada 2002-03, acordando por unanimidad la integración del femenino en la sección de fútbol, pero como categoría no profesional.Sin embargo, el equipo acabó por no ser incluido en esta al no quedar entre los primeros clasificados de la temporada anterior y continuó compitiendo en la segunda categoría de Primera Nacional. Después de dos intentos fallidos, en la temporada 2003-04 superó la promoción de ascenso y ascendió a la máxima categoría.
Logrado el ascenso, la sección gozó de cierta popularidad en la temporada 2004-05 a causa del fichaje de la internacional mexicana Maribel Domínguez y la española María Luisa Coimbra, pero aquello no se tradujo en una consolidación deportiva del equipo. Dos temporadas después, en la 2006-07, el equipo perdió la categoría e incluso se llegó a plantear su disolución.
En la temporada 2006-07 Xavi Llorens comenzó su etapa como entrenador en sustitución de Natalia Astrain. El equipo retornó a la Superliga al final de la temporada 2007-08,  y en los años siguientes se asentó en los primeros puestos de la competición. Además, entre 2009 y 2012 se adjudicó todas las ediciones de la Copa Cataluña.

#### Hegemonía en España, incursión en Europa y profesionalización

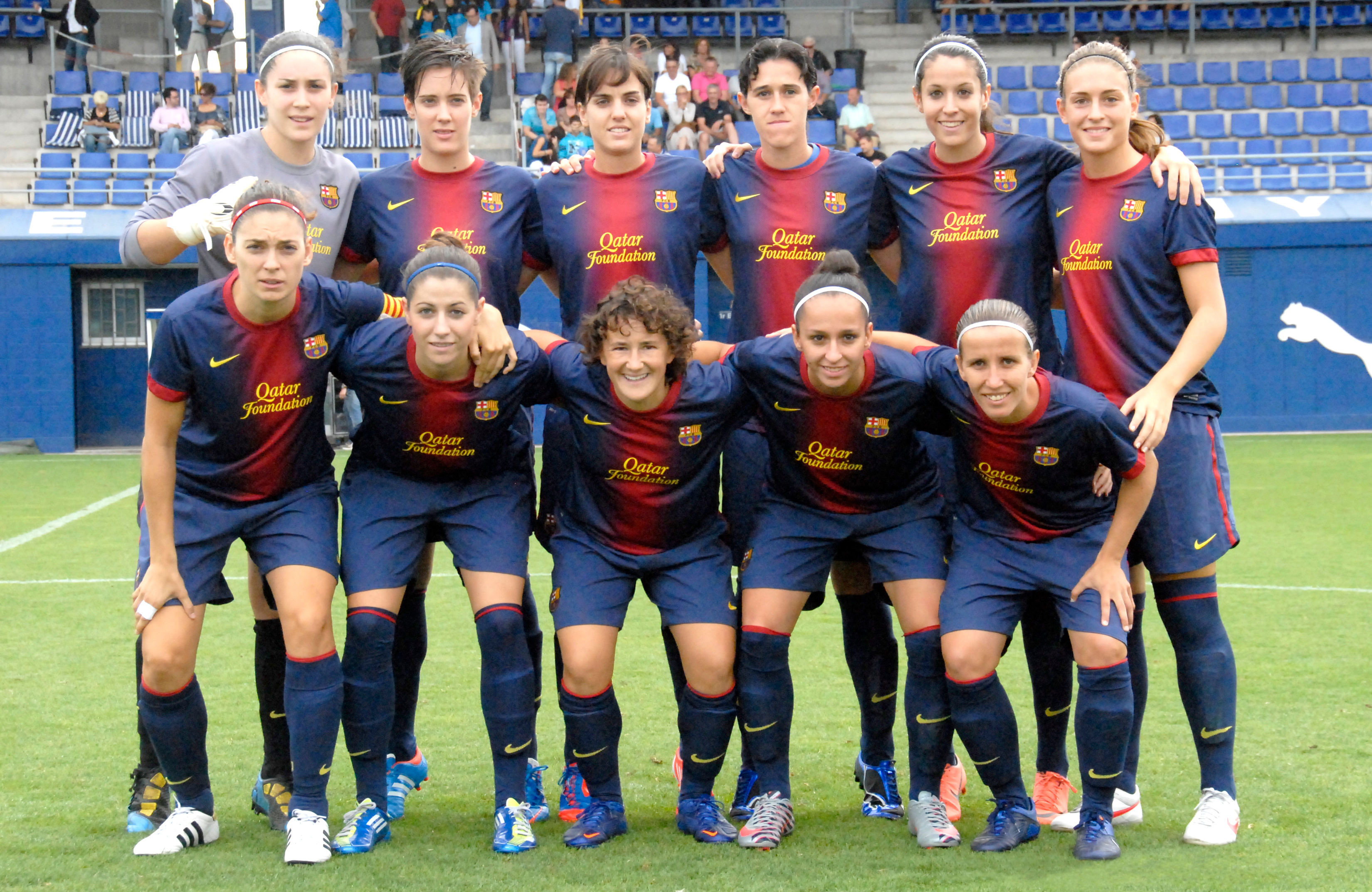
Once títular del Barça en 2012-13, la primera en disputar Liga de Campeones.

A partir de 2010, la progresión del equipo se tradujo en la consecución de títulos nacionales. La temporada 2010-11 culminó con la obtención de la Copa de la Reina, superando en la final al Real Club Deportivo Espanyol por 1-0. En la temporada 2011-12 el equipo consiguió el primer campeonato de liga de su historia, en pugna con el Athletic Club.
Para la temporada 2012-13 se concretó el fichaje de la joven promesa catalana y surgida de la Masía, Alexia Putellas. El título de Liga obtenido la temporada anterior certificó el billete para su debut histórico en la Liga de Campeones. El equipo disputó su primer encuentro el 26 de septiembre de 2012 frente al Arsenal Football Club, correspondiente a los dieciseisavos de final, que culminó en un resultado adverso de 0-3. En el duelo de vuelta, nuevamente fue superado ampliamente por 0-4, y así concluyó su primera participación europea. Pese al fracaso en Europa, el equipo logró un doblete histórico: su segundo campeonato de liga, de nuevo en dura lucha con el Athletic Club; y logró una nueva Copa de la Reina, tras vencer en la final al Prainsa Zaragoza por 4-0. En la temporada 2013-14 el equipo levantó, con un nuevo doblete, la tercera liga consecutiva y la Copa de la Reina ante el Athletic Club en la tanda de penaltis, 5-4, tras el empate a un gol al final del tiempo reglamentario.
En la temporada 2014-15 conquistó nuevamente la liga, por cuarta vez y de manera consecutiva. Se concretó la profesionalización de la sección de fútbol femenino en el curso 2015-16, lo que implicó el traslado de los entrenamientos a la Ciudad Deportiva, el incremento del personal técnico y una mejora en servicios para la plantilla.
En la temporada 2016-2017 el conjunto azulgrana logró de nuevo la Copa de la Reina después de vencer al Atlético de Madrid por 4-1 en la final. Tras lograr este título, Xavi Llorens abandonó el cargo de entrenador después de once temporadas en las que consiguió seis Copas Catalunya, cuatro Copas de la Reina y cuatro Ligas.

### Época dorada: Consagración en Europa

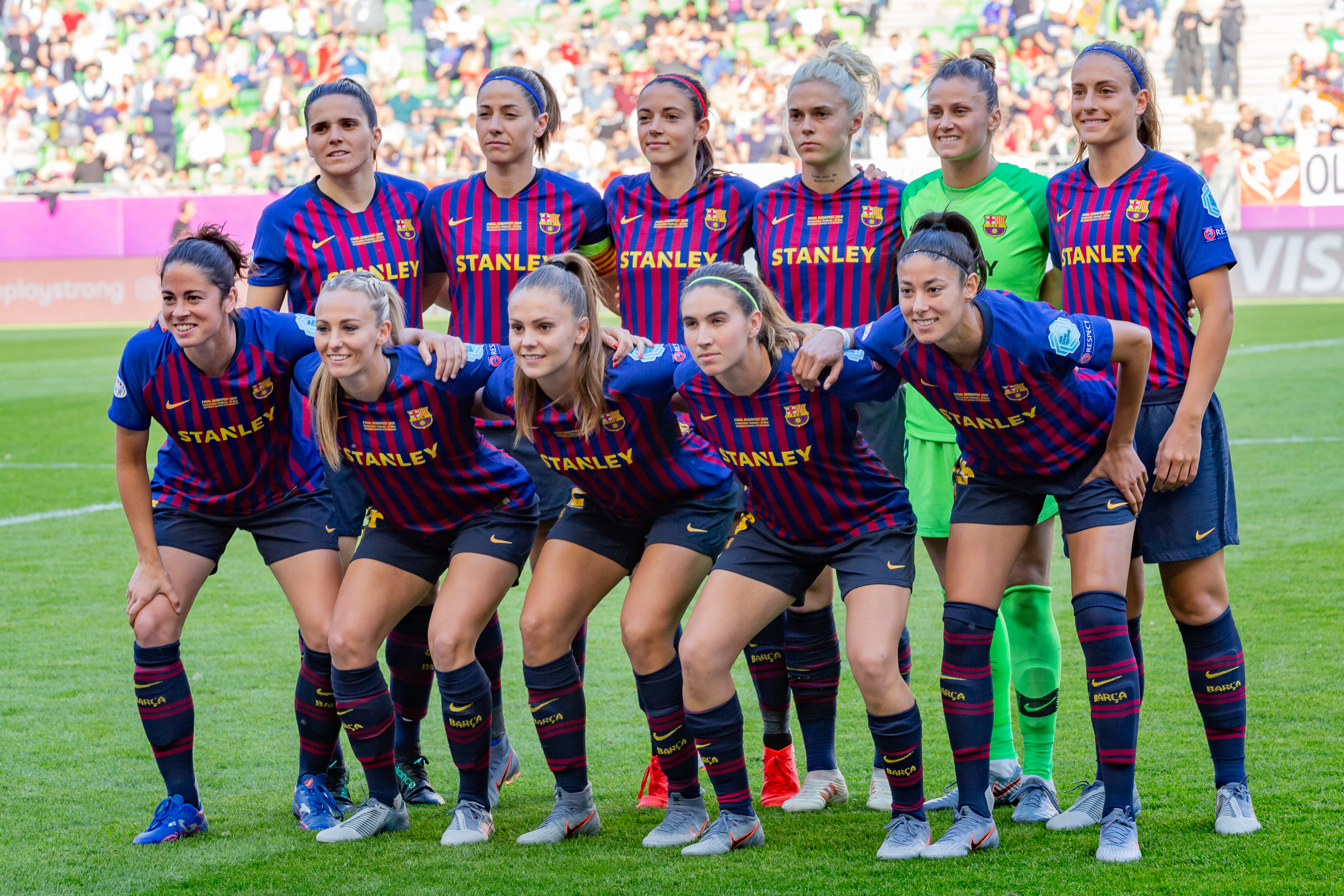
El equipo azulgrana en la Final de la Liga de Campeones de la UEFA 2019.

En junio de 2017, Fran Sánchez fue designado como nuevo entrenador para dirigir el equipo en las dos próximas temporadas, hasta 2019, con opción a una tercera.
En enero de 2019, Fran Sánchez con un solo título logrado en su periodo, la Copa de 2018 ante el Atlético de Madrid, fue sustituido por Lluís Cortés como nuevo entrenador. Con Cortés en el banquillo, las blaugranas disputaron su primera final de la Liga de Campeones de la UEFA, siendo el primer equipo español en conseguirlo. La final se celebró en Budapest, en el estadio Groupama Arena el día 18 de mayo de 2019, frente al Olympique Lyonnais, club más laureado de la competición. El resultado de dicha final fue de 4-1 a favor de las francesas, quienes dominaron desde el principio una final que resolvieron con goles de Dzsenifer Marozsán y un hat-trick de Ada Hegerberg. Al final de la segunda parte, el Barça logró su único tanto anotado por Asisat Oshoala.
En la temporada 2019-20 el equipo ganó la Copa de Cataluña organizada por la Federación Catalana de Fútbol, y el triplete de las competiciones organizadas por la Federación Española de Fútbol: la Liga, la Copa y la Supercopa.
En la temporada 2020-21, se proclamó ganador del Campeonato de Liga estableciendo récords de mayor puntuación, más victorias, mayor cantidad de goles marcados y mayor diferencia de goles en un solo curso, junto con el quinto Premio Pichichi para Jennifer Hermoso quien marcó 31 goles. El 16 de mayo de 2021 conquistó en Gotemburgo su primera Liga de Campeones tras superar al Chelsea Football Club en la final con un resultado de 4-0, para así convertirse en el primer club español en lograr la gesta. Dos semanas después, se consagró campeón de la Copa de la Reina frente al Levante con un resultado de 4-2, logrando así conquistar el triplete y convirtiéndose en la primera institución española y la tercera europea en lograrlo. Al finalizar la temporada, Lluís Cortés anunció que dejaba el cargo de entrenador del equipo. Posteriormente el club anunció a Jonatan Giráldez como el sustituto y que firmaba por una temporada, con opción a una segunda temporada. Giráldez llevaba tres temporadas, junto con Rafel Navarro, como uno de los técnicos asistentes de Lluís Cortés.
Durante 2021, la entidad reactivó el proyecto de La Masia femenina para la temporada 2021-22 destinando la tercera planta del Centro de Formación Oriol Tort para futbolistas mujeres de los alrededores de Cataluña. El 1 de agosto de 2021, ingresaron las primeras jugadoras de las categorías inferiores del F. C. Barcelona a vivir en la residencia de Sant Joan Despí, siendo la primera vez en 40 años.
En la temporada 2021-22, por primera vez el F. C. Barcelona Femenino participó en el Trofeo Joan Gamper, tradicional fiesta azulgrana de presentación del equipo antes del inicio de la temporada. En el día de su debut en el torneo, que fue el 8 de agosto de 2021, el conjunto se impuso a la Juventus Football Club por 6-0. El 13 de marzo del 2022, se consagró por séptima vez campeón de Liga con seis jornadas de antelación, gracias a un triunfo de 5-0 sobre el Real Madrid. Después del triunfo frente al Atlético de Madrid en la última jornada del Campeonato de Liga, el club logró un hito histórico al ganar la competición con puntuación perfecta en treinta jornadas. También ganó la Supercopa de España y Copa frente al Atlético de Madrid y Sporting de Huelva respectivamente, e inclusive estuvo cerca de conquistar el cuadruplete, clasificando a la final de la Liga de Campeones, aunque solo consiguió el subcampeonato tras perder frente al Olympique Lyonnais.

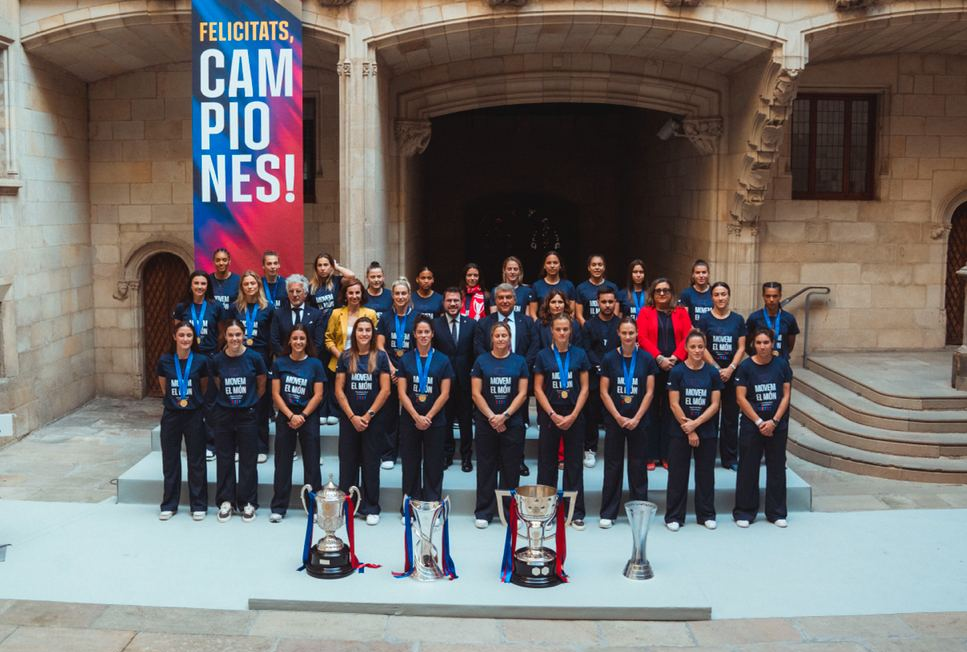
La plantilla y los cuatro títulos ganados por el club en la temporada 2023-24.

En la temporada 2022-23 se adjudicó la Supercopa imponiéndose a la Real Sociedad y la Liga por cuarto año consecutivo. En Liga de Campeones clasificó a su tercera final consecutiva y alzó su segunda Copa de Europa frente al Wolfsburgo por marcador de 3-2 en Eindhoven. Gracias a los títulos obtenidos fue reconocido en la gala del balón de oro como el mejor club femenino del mundo del año 2023. Para el ciclo 2023-24 ganó la Supercopa venciendo al Levante, y su novena liga, rompiendo por consiguiente el récord de campeonatos consecutivos con cinco. Tras el triunfo por su décima copa ante la Real Sociedad disputó su cuarta final consecutiva en la Liga de Campeones, en la cual enfrentó por tercera vez al Olympique Lyonnais. El compromiso tuvo como sede a San Mamés en Bilbao, y el resultado fue 2-0 favorable para el cuadro, que se adjudicó con su tercer título y segundo al hilo en la competición. Concluida la final europea, el equipo firmó la mejor temporada de su historia, conquistando su primer cuadruplete, y al finalizar el año fue premiado como el mejor club del mundo por segundo año consecutivo.
El FC Barcelona Femenino completó una destacada temporada 2024-25 en el ámbito nacional, conquistando el triplete doméstico: la Liga Femenina, la Copa de la Reina y la Supercopa de España. En la Liga F, las azulgranas lograron el título con una campaña casi perfecta, manteniéndose invictas y mostrando una notable superioridad sobre sus rivales. En la Copa de la Reina, se impusieron con autoridad en la final, y en la Supercopa de España, vencieron al Levante UD por 7-0 en la final disputada en el Estadio de Butarque.
En la UEFA Women's Champions League, el equipo alcanzó su quinta final consecutiva, tras eliminar al Chelsea en semifinales con un marcador global de 4-1. Sin embargo, en la final disputada el 24 de mayo de 2025 en el Estadio José Alvalade de Lisboa, el Barcelona cayó por 1-0 ante el Arsenal. El único gol del encuentro fue anotado por Stina Blackstenius en el minuto 74, tras una jugada combinada con Mariona Caldentey y Beth Mead. A pesar de dominar la posesión y generar varias oportunidades, las azulgranas no lograron concretar sus ocasiones, viéndose superadas por la solidez defensiva del conjunto inglés. Esta derrota impidió al Barcelona revalidar el título europeo por tercera vez consecutiva.
Individualmente, Aitana Bonmatí fue reconocida por la UEFA como la Mejor Jugadora de la Champions League 2024-25, siendo la tercera vez consecutiva que recibe este galardón.

## Infraestructura

### Estadio
El Fútbol Club Barcelona juega sus partidos en el Estadio Johan Cruyff, inaugurado el 27 de agosto de 2019, y se encuentra situado dentro de las instalaciones de la  Ciudad Deportiva Joan Gamper en San Juan Despí. Cuenta con capacidad para 6.000 espectadores y acoge además los partidos del equipo filial y del equipo juvenil. Pese a su cercanía con la Ciudad Deportiva, su operativa de funcionamiento es independiente.

## Indumentaria
Los colores distintivos del Fútbol Club Barcelona son el azul y el granate, tal como la sección masculina. En su indumentaria porta el distintivo escudo del club con los distintivos colores e incluyendo los patrocinadores oficiales.
Para la actual temporada la equipación titular consta de camiseta azul con franjas color granate, pantaloncillo azul con detalles laterales granate y medias azules; en cambio el uniforme alternativo es camiseta color arena con líneas azules horizontales en los bordes, pantalón negro con mismos detalles que la camiseta y medias negras. El proveedor de la indumentaria es Nike y los patrocinadores principales son Spotify y Bimbo.
| Primer | (evolución) | Actual |

## Datos del club

### Denominaciones
- Club Femenino Barcelona: (1983-02) En 1983 se funda oficialmente el Club Femení Barcelona, sin embargo hasta 1988 disputa la primera Liga Nacional Femenina, organizada por la Real Federación Española de Fútbol.
- Fútbol Club Barcelona Femenino: (2002-Act.) El 26 de junio de 2002 se integró al Fútbol Club Barcelona como sección femenina profesional de fútbol, nombrándose como la institución homónima.

## Palmarés
El Fútbol Club Barcelona Femenino ha logrado un total de veintinueve títulos oficiales de máximo nivel en competiciones de clubes organizadas por la UEFA y por la Real Federación Española de Fútbol. Entre ellos destacan por relevancia, tres Liga de Campeones a nivel internacional; y diez Ligas, once Copas de España y cinco Supercopas de España en cuanto a competiciones nacionales, siendo en todas las anteriores el más laureado, y por tanto el que más títulos de la RFEF ostenta con veinticinco. Su palmarés le convierte en el club español femenino más laureado.
En la temporada 2020-21 se convirtió en el primer club español femenino en ganar la Liga de Campeones y en el quinto europeo en conquistar el «triplete» —Liga, Copa y Champions—, homologando el logro del equipo masculino y convirtiéndose en la entidad pionera en Europa en conseguirlo en la sección masculina y femenina. En la temporada 2023-24 ganó el «cuadruplete» —Liga, Copa, Supercopa y Champions—.
Además, también ha ganado once títulos en competiciones organizadas por la Federación Catalana de Fútbol, distribuidas en diez Copas Cataluña y una Copa Generalitat, siendo también el más laureado de su comunidad autónoma y cuatro campeonatos de Segunda División.
Por méritos deportivos, posee tres trofeos de la Primera División Femenina de España en propiedad por haber ganado la competición tres veces consecutivas o bien cinco alternadas, siendo en las tres ocasiones por la primera condición.

### Torneos nacionales (26)
Nota: en negrita competiciones vigentes en la actualidad.
| Competición nacional            | Títulos                                                           | Subcampeonatos                    |
| ------------------------------- | ----------------------------------------------------------------- | --------------------------------- |
| Primera División de España (10) | 2012, 2013, 2014, 2015, 2020, 2021, 2022, 2023, 2024, 2025.       | 1992, 2016, 2017, 2018, 2019. (5) |
| Copa de la Reina (11)           | 1994, 2011, 2013, 2014, 2017, 2018, 2020, 2021, 2022, 2024, 2025. | 1991, 2016. (2)                   |
| Supercopa de España (5)         | 2020, 2022, 2023, 2024, 2025.                                     |                                   |

### Torneos internacionales (3)
| Competición internacional | Títulos           | Subcampeonatos        |
| ------------------------- | ----------------- | --------------------- |
| Liga de Campeones (3)     | 2021, 2023, 2024. | 2019, 2022, 2025. (3) |

### Torneos regionales (12)
| Competición regional | Títulos                                                           | Subcampeonatos                    |
| -------------------- | ----------------------------------------------------------------- | --------------------------------- |
| Copa Cataluña (11)   | 2009, 2010, 2011, 2012, 2014, 2015, 2016, 2017, 2018, 2019, 2025. | 2005, 2006, 2007, 2008, 2013. (5) |
| Copa Generalitat (1) | 1985.                                                             | 1984, 1986. (2)                   |

### Reconocimientos internacionales (9)
| Distinción                                             | Año                     |                         |
| ------------------------------------------------------ | ----------------------- | ----------------------- |
| Balón de Oro al club femenino del año (2)              | 2023, 2024.             | 2023, 2024.             |
| Club femenino del año IFFHS (4)                        | 2021, 2022, 2023, 2024. | 2021, 2022, 2023, 2024. |
| Globe Soccer Awards al Mejor club femenino del año (3) | 2021, 2023, 2024.       | 2021, 2023, 2024.       |

### Trayectoria
Desde su fundación en 1988 como Club Femenino Barcelona hasta la temporada 2024-25, el club ha logrado una trayectoria de treinta y siete temporadas, en las cuáles ha disputado oficialmente seis competiciones regionales, nacionales e internacionales organizadas por la UEFA, la RFEF y la FCF.
La entidad suma un total de treinta y tres temporadas en la máxima categoría —bajo todas sus denominaciones históricas—, y cuatro en la segunda. Ocupa el primer puesto en la clasificación, además de ser el más exitoso con diez títulos. Su peor participación fue en la temporada 2006-07 cuando finalizó en decimocuarto puesto, último, con el consiguiente descenso.
En la máxima competición internacional, la Liga de Campeones de la UEFA, que se disputa desde la edición 2001-02 suma un total de trece presencias y once ausencias en veinticuatro ediciones organizadas, siendo el decimocuarto club que más la ha disputado. En todas ellas sumó un total de tres títulos que le sitúan como el tercer mejor equipo de la competición en palmarés y el cuarto en su clasificación histórica.
En la Copa de la Reina cuenta con un total de veinticinco presencias y dieciocho ausencias, en cuarenta y tres posibles. Es el más laureado con once títulos.
Nota: En negrita competiciones activas.
| Competición                            | P.J. | P.G. | P.E. | P.P. | G.F. | G.C. | Mejor resultado |
| -------------------------------------- | ---- | ---- | ---- | ---- | ---- | ---- | --------------- |
| Campeonato de Liga de Primera División | 816  | 558  | 95   | 163  | 2478 | 832  | Campeón         |
| Campeonato de Primera Federación       | 114  | 98   | 11   | 5    | 519  | 91   | Campeón         |
| Campeonato de España de Copa           | 92   | 61   | 9    | 21   | 216  | 95   | Campeón         |
| Supercopa de España                    | 11   | 10   | 1    | 0    | 47   | 5    | Campeón         |
| Liga de Campeones de la UEFA           | 100  | 72   | 8    | 20   | 268  | 81   | Campeón         |
| Total                                  | 1133 | 799  | 124  | 209  | 3528 | 1104 | 29 Campeonatos  |
| Ver estadísticas completas             |      |      |      |      |      |      |                 |

Estadísticas actualizadas hasta el último partido jugado el 7 de junio de 2025.
Fuentes: La Liga - RSSSF RSSF - UEFA

## Organigrama deportivo

### Directiva
A continuación la lista del organigrama del equipo.
- Presidente:  Joan Laporta
  - Dirección de Fútbol:  Xavier Puig
  - Dirección Deportiva:  Marc Vivés

### Jugadoras

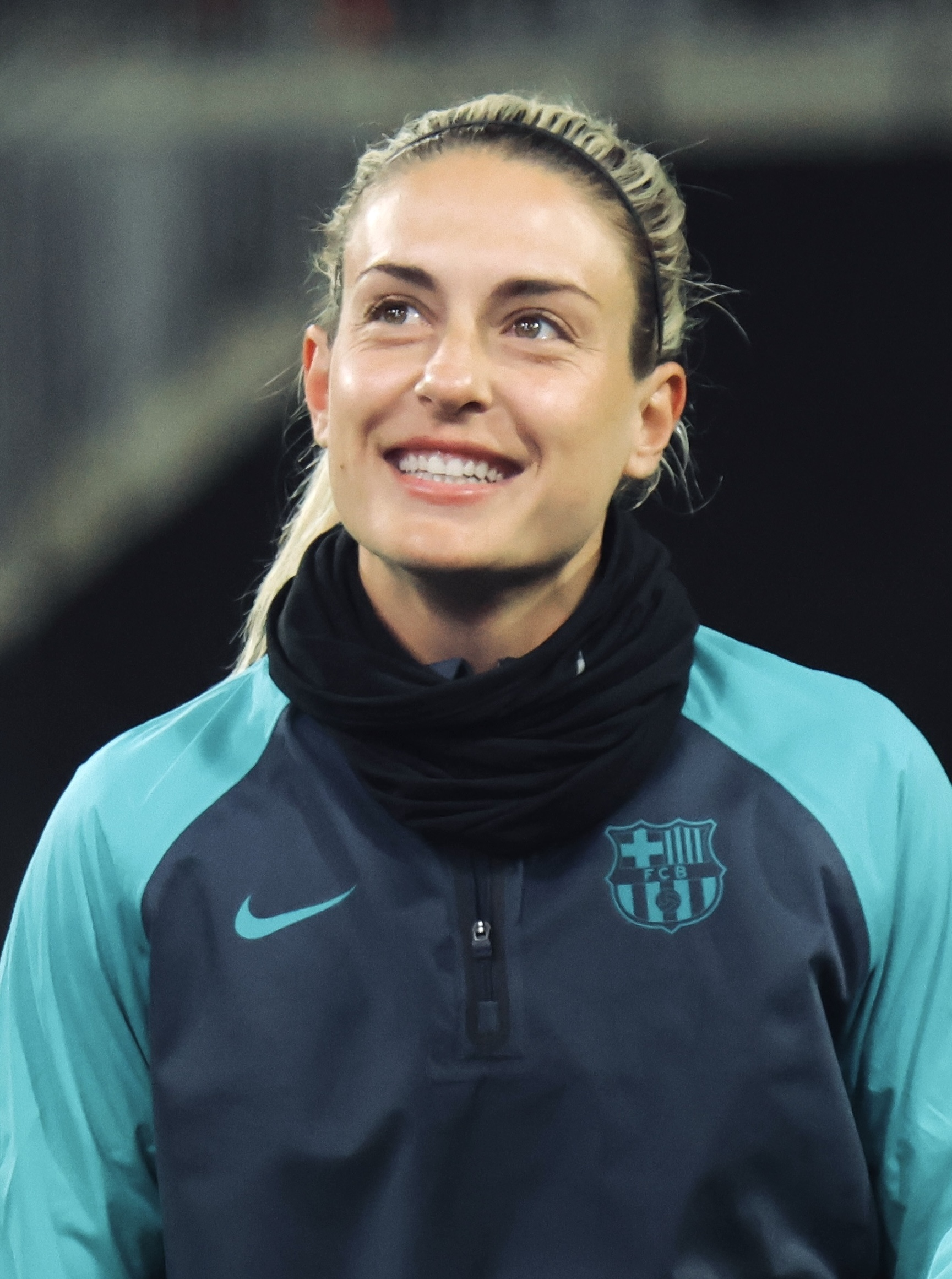
Alexia Putellas, máxima goleadora histórica del club.

A lo largo de su historia, el F. C. Barcelona Femenino ha reconocido como jugadoras históricas a trece exfutbolistas que durante su periodo en club lograron una representación destacada, mencionando a las nacionales Immaculada Cabecerán, Núria Llansa, Lolita Ortiz, Kety Pulido, Vicenta Pubill, Ani Escribano, Laura Ràfols, Sonia Bermúdez, Vicky Losada, Melanie Serrano, Olga García, Jennifer Hermoso, y la mexicana Maribel Domínguez como la única no nacida en España.
La institución ha contado con reconocidas futbolistas españolas y extranjeras a nivel internacional, entre ellas destaca Alexia Putellas, quien con doscientos doce anotaciones es la máxima goleadora histórica. Asimismo, la catalana es quien cuenta con el palmarés individual más amplio con veintiséis títulos en sus trece temporadas vistiendo la camiseta blaugrana. En cuanto a encuentros disputados y años en el primer equipo, la exinternacional española Melanie Serrano es quién encabeza dichas estadísticas con sus quinientas diecinueve presencias y dieciocho temporadas perteneciendo al club.
Las nacionalidades más representadas sin contar la española, son las inglesas con cinco futbolistas, y las brasileñas y mexicanas con cuatro integrantes de cada país. A lo largo de su historia han sido treinta y seis futbolistas extranjeras las que han vestido la camiseta del club. 
Citando las distinciones individuales de sus jugadoras, las canteranas, Alexia Putellas y Aitana Bonmatí, ambas en dos oportunidades han sido galardonadas con el Balón de Oro, máxima condecoración individual a nivel mundial.
| Máximas goleadoras | Máximas goleadoras | Máximas goleadoras | Más partidos disputados | Más partidos disputados | Más partidos disputados | Más temporadas disputadas | Más temporadas disputadas      | Más temporadas disputadas |
| ------------------ | ------------------ | ------------------ | ----------------------- | ----------------------- | ----------------------- | ------------------------- | ------------------------------ | ------------------------- |
| 1.                 | Alexia Putellas    | 212 goles          | 1.                      | Melanie Serrano         | 519 partidos            | 1.                        | Melanie Serrano                | 18 años                   |
| 2.                 | Jenni Hermoso      | 181 goles          | 2.                      | Marta Torrejón          | 467 partidos            | 2.                        | Ani Escribano                  | 14 años                   |
| 3.                 | Sonia Bermúdez     | 123 goles          | 3.                      | Alexia Putellas         | 465 partidos            | 3.                        | Vicky Losada / Alexia Putellas | 13 años                   |
| 4.                 | Asisat Oshoala     | 117 goles          | 4.                      | Vicky Losada            | 376 partidos            | 4.                        | Marta Unzué / Marta Torrejón   | 12 años                   |
| 5.                 | Mariona Caldentey  | 115 goles          | 5.                      | Marta Unzué             | 360 partidos            | 5.                        | Laura Ràfols                   | 11 años                   |
| Ver lista completa | Ver lista completa | Ver lista completa | Ver lista completa      | Ver lista completa      | Ver lista completa      | Ver lista completa        | Ver lista completa             | Ver lista completa        |

Nota: En negrita las jugadoras aún activas en el club. Temporadas contabilizadas con ficha del primer equipo.

### Plantilla

#### Transferencias 2025-26
| Altas             | Altas          | Altas                        | Altas               | Altas |
| Jugadora          | Posición       | Procedencia                  | Tipo                | Coste |
| ----------------- | -------------- | ---------------------------- | ------------------- | ----- |
| Laia Aleixandri   | Defensa        | Manchester City F. C.        | Libre               | 0€    |
| Lucía Corrales    | Delantero      | Sevilla F. C.                | Regresa tras cesión | 0€    |
| Martina Fernández | Defensa        | Everton F. C.                | Regresa tras cesión | 0€    |
| Giulia Dragoni    | Centrocampista | A. S. Roma                   | Regresa tras cesión | 0€    |
| Bruna Vilamala    | Delantero      | Brighton & Hove Albion F. C. | Regresa tras cesión | 0€    |

| Bajas             | Bajas          | Bajas                   | Bajas                | Bajas    |
| Jugadora          | Posición       | Procedencia             | Tipo                 | Coste    |
| ----------------- | -------------- | ----------------------- | -------------------- | -------- |
| Ingrid Engen      | Centrocampista | OL Lyonnes              | Libre                | 0€       |
| Fridolina Rolfö   | Delantero      | Manchester United F. C. | Recisión de contrato | 0€       |
| Ellie Roebuck     | Portero        | Aston Villa F. C.       | Recisión de contrato | 0€       |
| Bruna Vilamala    | Delantero      | Club América            | Traspaso             | ?€       |
| Martina Fernández | Defensa        | Everton F. C.           | Traspaso             | ?€       |
| Jana Fernández    | Defensa        | London City Lionesses   | Traspaso             | 300 000€ |
| Giulia Dragoni    | Centrocampista | A. S. Roma              | Cesión               | 0€       |

### Entrenadores

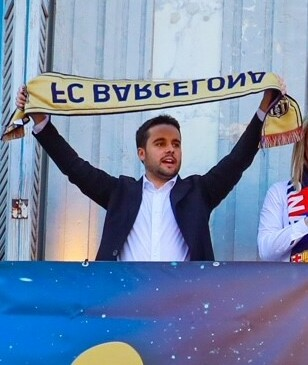
Jonatan Giráldez es el entrenador más laureado de la entidad.

A lo largo de su historia, el F. C. Barcelona Femenino ha sido dirigido por ocho entrenadores y una entrenadora, y todos han sido de nacionalidad española. El primer entrenador histórico fue Ramon Carrión, quién dirigió la temporada 1988-89, la primera del denominado entonces Club Femení Barcelona.
El entrenador que más temporadas dirigió al equipo fue Xavi Llorens por once años desde 2006 a 2017. Durante su gestión logró romper la sequía de dieciséis años sin títulos al conquistar la Copa de la Reina de 2011 ante el Espanyol y el primer título de liga en 2012. Tras el término de su cargo sumó ocho títulos, convirtiéndose en ese momento en el más laureado.
Otro entrenador destacado es Lluís Cortés, quién conquistó la primera Liga de Campeones de la historia del club y el «triplete» en 2021, convirtiéndose en el tercer técnico español en lograrlo después de Pep Guardiola y Luis Enrique, y el ―primero en el fútbol femenino―. En tres temporadas ganó seis títulos, y le fue otorgado el Premio al Entrenador del Año por la UEFA en 2021.
El gallego Jonatan Giráldez sustituyó a Cortés como entrenador en 2021. Entre sus principales éxitos obtenidos fueron el Campeonato de liga 2021-22 con pleno de victorias, dos Ligas de Campeones consecutivas y un «cuadruplete» en 2024. En junio de 2024 finalizó su ciclo como estrega blaugrana con diez títulos en tres temporadas, que lo convierten en el más exitoso de la historia de la sección.
El 21 de junio de 2024, se confirmó oficialmente a Pere Romeu como entrenador del F. C. Barcelona hasta 2026.

## Categorías inferiores

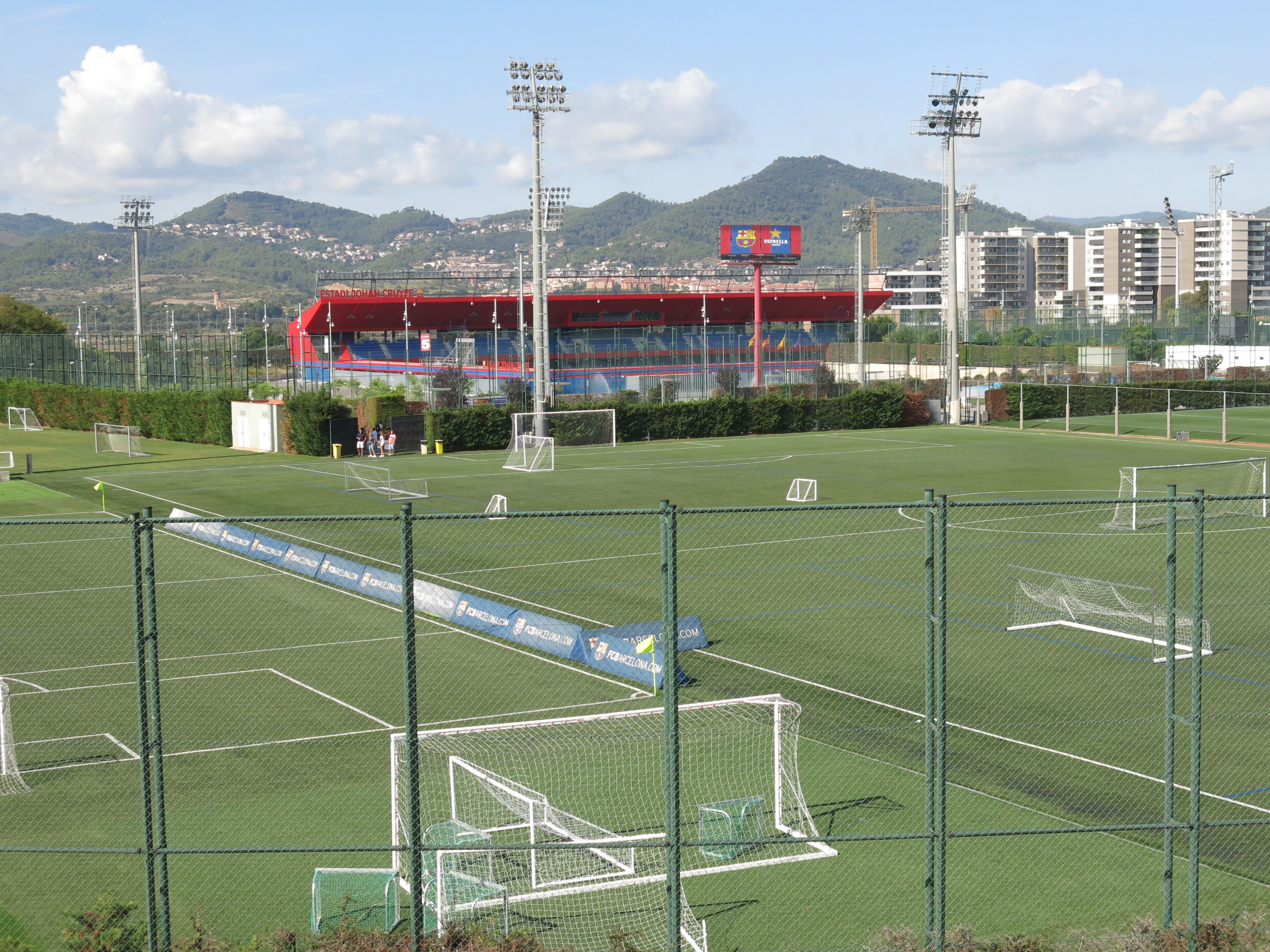
El Barça "B" disputa sus encuentros en la Ciudad Deportiva Joan Gamper.

### Fútbol Club Barcelona B Femenino
Fundado en el año 2000, el F. C. Barcelona "B" corresponde al segundo equipo femenino del Fútbol Club Barcelona, el cual compite en la Primera Federación Femenina, segundo escalafón del fútbol femenino español. El equipo juega sus partidos como local en las dependencias de la Ciudad Deportiva Joan Gamper ubicada en Sant Joan Despí.
Dada su condición de filial, debe mantenerse al menos en una categoría inferior en el sistema de Liga. Debido a esta razón, no pueden optar a jugar los Play-offs de ascenso a la Primera División de España ni tampoco disputar la Copa de la Reina. Dicha situación se presentó en las temporadas 2022-23 y 2023-24, cuando conquistó el campeonato de Primera Federación.
El Barça "B" debió descender de la Primera Nacional de España para competir en la Categoría Regional Catalana durante la temporada 2007-2008, esto debido al descenso que tuvo el primer equipo. Sin embargo, al año siguiente las azulgranas consiguieron recuperar la categoría volviendo a la Superliga Española y de forma paralela el filial consiguió quedar primera y así retornaban a la segunda categoría estatal.
Otros de los equipos formativos femeninos que tiene la institución azulgrana son un segundo filial llamado Barcleona C, Juvenil-Cadete, Infantil, Alevín E y Alevín F.

## Rivalidades
Los máximos rivales históricos de la entidad son el Atlético de Madrid con disputa el «Clásico femenino», la —rivalidad más importante— de dicha rama en España, y el Athletic Club. Frente a ambos disputó la supremacía de España durante la década de 2010, época en la que eclosionaron los éxitos de la institución. 
Trasciende de la sección masculina, la máxima rivalidad de España y a nivel mundial ante el Real Madrid Club de Fútbol, conocida como «El Clásico». Debido a la inexistencia de la sección femenina del Real Madrid hasta el año 2020, la primera edición oficial se celebró el 4 de octubre en el Estadio Alfredo Di Stéfano, con resultado favorable de 4-0 para las barcelonistas. El 30 de marzo de 2022 culminó el primer enfrentamiento a nivel europeo con victoria azulgrana por marcador global de 8-3 en los cuartos de final de la Liga de Campeones. La repercusión del enfrentamiento ocasionó que durante el partido de vuelta, celebrado en el Camp Nou, se rompiera el récord de asistencia en un partido de fútbol femenino con 91.553 espectadores. En contraste con la rivalidad a nivel masculina, el historial en diecinueve encuentros oficiales favorece ampliamente al Fútbol Club Barcelona Femenino con dieciocho victorias.
No obstante, también ha desarrollado rivalidades deportivas hacia clubes de su provincia, siendo el Fútbol Club Levante Las Planas y el Real Club Deportivo Espanyol con quien disputa el derbi barcelonés, homólogo de la sección masculina.

## Anexos
| Entidades relacionadas | Datos estadísticos y trayectoria | Historia y hechos relevantes | Infraestructuras                                                 |
| --- | --- | --- | ---------------------------------------------------------------- |
| - Fútbol Club Barcelona - Categorías formativas del F. C. Barcelona - Club Femenino Barcelona - Peña Barcelonista Barcilona - Secciones del F. C. Barcelona | - Estadísticas del F. C. Barcelona Femenino - Trayectoria del F. C. Barcelona Femenino - Palmarés del F. C. Barcelona - F. C. Barcelona Femenino en competición nacional - F. C. Femenino en competición internacional | - Secciones deportivas del F. C. Barcelona - Historia del F. C. Barcelona - Jugadoras del F. C. Barcelona Femenino - Entrenadores del F. C. Barcelona Femenino - Presidentes del F. C. Barcelona - Historia del uniforme del F. C. Barcelona | - Ciudad Deportiva Joan Gamper - Camp Nou - Estadio Johan Cruyff |